# Джованні далле Карчері
Джованні далле Карчері (італ. Giovanni dalle Carceri; бл. 1330 —1358) — триарх центрального Негропонте в 1340—1358 роках.

## Життєпис
Походив з веронського шляхетського роду далле Карчері. Син П'єро I, триарха центрального Негропонте, та Бальцани Гоццадіні, баронеси Аркадії. 1340 року після смерті батька успадкував його володіння. оскільки на той час Джованні було 10 років то регентшею стала його мати, а опікуном (т'ютором) вуйко — Доменіко Гаццадіні.
1349 року після поноліття перебрав владу, але вирішив продати володіння Джованні I Санудо, герцогу Архіпелагу. Перемовини про це завершилися домовленістю про шлюб між триархом й Флоренцою, донькою герцога, отримавши багатий посаг.
У 1350—1352 роках надава значну допомогу Венеції під час її війни з Генуєю. Разом з тим побоювався здійснюватися самостійні компанії, враховуючи невдачі свого тестя.
Помер Джованні далле Карчері 1358 року. Йому спадкував син Нікколо I.